# Motorola DynaTAC

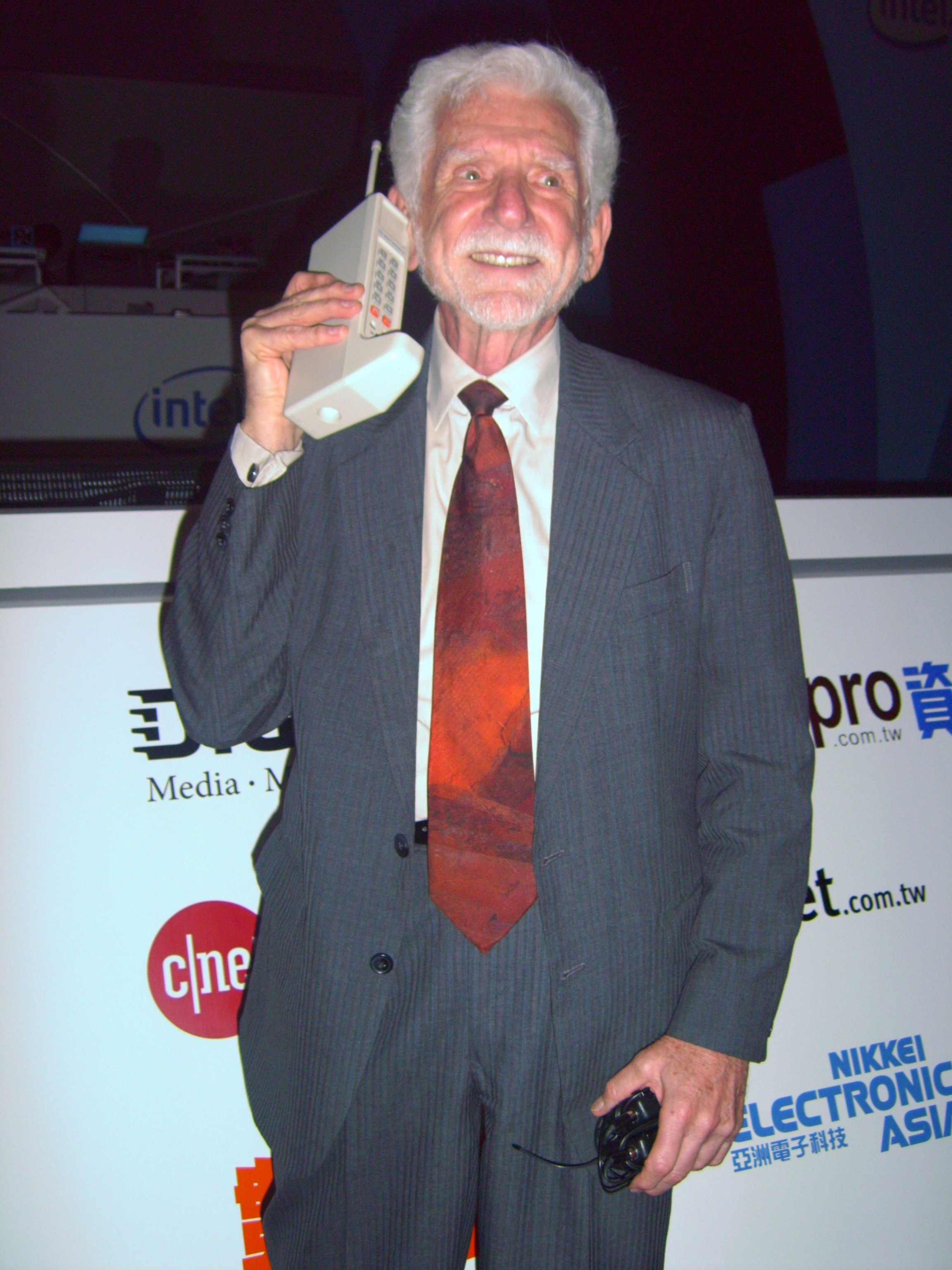
Martin Cooper, zwany ojcem telefonii komórkowej, trzyma Motorolę DynaTAC

Motorola DynaTAC (DYNamic Adaptive Total Area Coverage) – pierwszy przenośny telefon komórkowy w systemie analogowym AMPS, zaprojektowany przez zespół Rudy’ego Kroloppa, a wynaleziony przez Martina Coopera. Z powodu rozmiarów i kształtu był żartobliwie nazywany butem lub cegłą.

## Historia
Został zaprezentowany na specjalnym pokazie w Nowym Jorku 3 kwietnia 1973 przez Motorolę, jednak został dopuszczony do użytku dopiero dziesięć lat później – 21 sierpnia 1983. Aby Motorola DynaTAC mogła pojawić się na rynku producent potrzebował zgody od amerykańskiej Federalnej Komisji Komunikacji (FCC). Kosztował wtedy 3995 dolarów, a bateria wystarczała na pół godziny rozmowy, zaś maksymalny czas czuwania wynosił osiem godzin. W dniu premiery, przed sklepem w którym sprzedawano te telefony ustawiła się długa kolejka ludzi chcących kupić urządzenie. Przez ten telefon dało się dzwonić jedynie w centrum Chicago. Jednakże pierwszą (testową) rozmowę przez sprzęt zrealizowano z centrum Nowego Jorku. Pierwsza rozmowa tym telefonem odbyła się między Martinem Cooperem a jego rywalem Joelem Engelem, który pracował w Bell Labs jako szef działu badawczego. Martin Cooper przyznał, iż inspiracją stworzenia tego telefonu był komunikator kapitana Kirka z serii telewizyjnej Star Trek.
W latach 1983–1984 urządzenie kupiło 12 000 osób.

## Klawiatura
Oprócz przycisków do wybierania numerów znajdowały się przyciski funkcyjne takie jak: Rcl (Recall), Clr (Clear), Snd (Send), Sto (Store), Fcn (Function), End (End), Pwr (Power), Lock (Lock), Vol (Volume).

## Funkcje
- Książka telefoniczna pozwalająca zapisać 30 numerów[3].
- Możliwość mówienia, słuchania oraz wybierania numeru

## Lista modeli
W późniejszych latach powstawały nowe modele.
- 1983 DynaTAC 8000x
- 1985 DynaTAC 8000s
- 1987 DynaTAC 8000m, 8500x, 8800x
- 1987 DynaTAC 6000XL
- 1989 DynaTAC 8900x
- 1992 DynaTAC America series
- 1994 DynaTAC International